# Kist (geslacht)
Kist is een oorspronkelijk uit Menen afkomstig geslacht waarvan de stamvader zich in de Noordelijke Nederlanden vestigde en dat in de 18e eeuw predikanten, in de 19e eeuw bestuurders en hoogleraren en vanaf de 19e eeuw juristen en kunstenaars voortbracht.

## Geschiedenis
De stamreeks begint met Joost Jansz. Waye die afkomstig was uit Menen in West-Vlaanderen maar in 1581 zich in Delft vestigde, daar als gereformeerde lidmaat van de kerk werd en in 1585 er poorter werd. Zijn zoon voerde al de naam Kist die vervolgens door zijn nageslacht werd aangenomen. In de 18e eeuw trad de eerste predikant aan in dit geslacht waarna ook nageslacht of aangetrouwden in de familie predikant waren; van deze eerste predikant stammen alle nog levende personen van dit geslacht af. Vanaf de 19e eeuw leverde het geslacht juristen, tot aan de hoogste rechtscolleges toe. Vanaf diezelfde tijd leverde het hoge militairen. Vanaf de 18e eeuw verschenen kunstenaars en letterkundigen in de familie.

## Enkele telgen
- -  Ds. Joost Gerard Kist (1756-1815), hervormd predikant
    -  Prof. dr. Nicolaas Christiaan Kist (1793-1859), predikant, hoogleraar kerk- en dogmageschiedenis te Leiden, grondlegger "Archief voor kerkelijke geschiedenis"
      -  Mr. Joost Gerard Kist (1822-1897), onder andere president van de Hoge Raad der Nederlanden
        -  Herman Kist (1855-1946), kapitein
          -  Wilhelmine Kist (1891-1950), kunstschilderes

        -  Joost Gerard Kist (1862-1937), generaal-majoor
        -  Anthonie Ewaldus Kist (1873-1936), kolonel
          -  Mr. Joost Gerard Kist (1908-1990), gouvernementssecretaris en 1e regeringssecretaris van Nederlands-Indië, diplomaat

      -  Mr. Herman Jacob Kist (1836-1912), lid Tweede en Eerste Kamer der Staten-Generaal
        -  Prof. ir. Nicolaas Christiaan Kist (1867-1941), hoogleraar brugbouw en ijzerconstructies te Delft
          -  Prof. ir. Herman Jacob Kist (1897-1987), hoofdingenieur Rijkswaterstaat, hoogleraar toegepaste mechanica te Delft
          -  Frederik Jentje Kist (1899-1982), vice-admiraal en directeur Defensie-Studiecentrum
            -  Mr. Jan Hendrik Kist (1929-2017), raadadviseur Ministerie van Algemene Zaken, secretaris Ministerraad

          -  Willemine Diederika Aletta Kist (1902-1987); trouwde in 1922 met ir. August Godfried Maris (1896-1985), directeur-generaal Rijkswaterstaat, voorzitter Academische Raad, raadadviseur Ministerie van Onderwijs en Wetenschappen

        -  Mr. Johannes Kist (1872-1951), directeur verzekeringsmaatschappij
          -  Mr. Bastiaan Kist (1899-1976), kinderrechter en vicepresident rechtbank
            -  Mr. Joost Kist (1929-2011), onder andere uitgever
              -  Mr. Bastiaan Alexander (Bas) Kist (1959), merkenrechtspecialist en -publicist

          -  Jan Richard (Jan Rie) Kist (1905-1988), kunstcriticus; trouwde in 1931 met Etiennette Sophia Anthonia Jeanne (Ettie) Dermout (1908-2003), schrijfster en dochter van Maria Dermoût
            -  Johannes Bastiaan (Bas) Kist (1933-2003), conservator Rijksmuseum te Amsterdam
              -  Thomas Richard (Thomas) Kist (1962), fotograaf en cinematograaf

            -  Maria Alida Lucie (Maria) Kist (1938), journaliste en schrijfster

          -  Alida Lucie Kist (1906-<2003); trouwde in 1947 met mr. Jan de Blieck (1907-2003), burgemeester van De Wijk

        -  Mr. Herman Jacob Kist (1875-1945), griffier van de Hoge Raad der Nederlanden
          - Drs. Lambertha Hermana Berendina (Bé) Kist (1916-1991); was van van 1938 tot 1956 getrouwd met prof. dr. Pieter Hennipman (1911-1994), econoom

      -  Mr. Ewald Kist (1839-1898), gemeentesecretaris van Leiden

  -  Wilhelmus Kist (1758-1841), rector te Middelburg, lector en professor algemene geschiedenis en welsprekendheid aan het Athenaeum te Middelburg, directeur Gazette Nationale te Brussel, directeur Nederlandse Staatscourant, romanschrijver
    -  Anthony Kist (1785-1865), belastinginspecteur
      -  Frederik Lodewijk Kist (1816-1892), lid Provinciale Staten van Noord-Holland, wethouder van Haarlem, kunstschilder
      -  Mr. Pierre Paul Philippe Kist (1826-1905), advocaat, notaris, lid gemeenteraad van Gouda
        -  Johannes Reinhard Kist (1860-1946), burgemeester
          -  Willy Kist (1896-1961), brigadegeneraal
            -  Maghen Kist (1921-2016); trouwde in 1944 met mr. Jan Wessel van Groningen (1918-2003), bankier
              -  Catharina Lucretia (Kitty/Catharina) van Groningen (1946), kunsthistoricus

  -  Ds. Ewaldus Kist (1762-1822), hervormd predikant
    -  Dr. Florentius Cornelis Kist (1796-1863), medisch doctor, toonkunstenaar
    -  Ds. Johannes Ewaldus Kist (1799-1858), hervormd predikant
      -  Florentius Cornelis Kist (1841-1911), ambtenaar
        -  Mr. Anne Willem Kist (1874-1921), rechter
          -  Mr. Florentius Cornelis Kist (1909-1995), advocaat-generaal bij de Hoge Raad der Nederlanden
            -  Mr. Florentius Willem (Floor) Kist (1935), oud-diplomaat, schrijver; trouwde in 1961 met mr. Lyda Catharina (Lyda) Verstegen (1936), vrouwenrechtenactiviste
            -  Mr. Ewaldus (Ewald) Kist (1944), oud-hockeyer, oud-directeur ING
            -  Mr. Adriënne Françoise Kist (1947); trouwde in 1977 met drs. Jan Geurt Gaarlandt (1946), voormalig uitgever en schrijver

          -  Mr. Jan Kist (1911-1990), advocaat en procureur, ornitholoog
            -  Titia Kist (1938); trouwde in 1965 met mr. Frederik (Frits) Korthals Altes (1931-2025), oud-minister

          -  Dr. mr. Anne Willem Kist (1915-2005), directeur Stichting Kerk en Wereld te Driebergen, directeur Oecumenisch Vormingscentrum Oud Poelgeest te Oegstgeest, decaan opleiding rechterlijke macht, rechter te Arnhem
            -  Mr. Anne Willem (AW) Kist (1945), jurist en voormalig topambtenaar en onderwijsbestuurder

Geslachten die opgenomen zijn in het sinds 1910 verschijnende genealogische naslagwerk Nederland's Patriciaat. Lijst volgens opgave van het CBG Centrum voor familiegeschiedenis.
A · B · C · D · E · F · G · H · I · J · K · L · M · N · O · P · Q · R · S · T · U · V · W · Y · Z